# Francja na Letnich Igrzyskach Olimpijskich 1904
Francję na III Letnich Igrzyskach Olimpijskich w roku 1904 w Saint Louis reprezentował Albert Corey, który wystartował w maratonie zajmując w nim 2. miejsce. Międzynarodowy Komitet Olimpijski przypisuje ten medal Stanom Zjednoczonym zamiast Francji, pomimo że Corey był zgłoszony jako "Francuz w barwach Chicago Athletic Association".